# LocalTalk
LocalTalk — конкретная реализация физического уровня сетевой системы AppleTalk компьютеров Apple. LocalTalk определяет систему экранирования витой пары, подключен к трансиверу работающим со скоростью 230,4 кбит/с. CSMA/CA был реализован как случайный множественный метод доступа. Во время планирования в Macintosh предусматривалось создание сети поэтому Mac получил дорогие последовательные порты с поддержкой RS-422. Порты управлялись Zilog SCC, который служил либо стандартом UART, либо обрабатывал гораздо более сложный протокол HDLC, который представлял собой пакетно-ориентированный протокол, включающий в себя адресацию, заполнение битов и проверку контрольных сумм в аппаратном обеспечении. В совокупности с электрическими соединениями RS422 это обеспечивало достаточно высокую скорость передачи данных.
Скорость передачи 230,4 кбит/с, является самой высокой из серии стандартных последовательных скоростей (110, 150, 300, 600, 1200, 2400, 4800, 9600, 14400, 19200, 28800, 38400, 57600, 115200, 230400), полученных от частоты 3,6864 МГц после деления на 16. Эта тактовая частота 3,6864 МГц была выбрана (частично) для поддержки общих асинхронных скоростей передачи до 38,4 кбит/с,   с использованием внутреннего генератора скорости передачи данных SCC. Когда внутренний ФАПЧ SCC использовался для синхронизации с часами, встроенных в поток последовательных данных LocalTalk(с использованием метода кодирования FM0), настройка деления на 16 в ФАПЧ обеспечивала самую быструю доступную скорость, а именно 230,4 кбит/с.
Первоначально выпущенный как «AppleTalk Personal Network», LocalTalk использовал экранированный кабель с витой парой с 3-контактными разъемами Mini-DIN. Кабели были последовательно соединены от трансивера к трансиверу. Каждый приемопередатчик имел два 3-контактных порта Mini-DIN и кабель для подключения к серийному разъему Mac DE-9. Позже, когда Mac Plus представил 8-контактный разъем Mini-DIN, трансиверы также были обновлены.
Компания Farallon Computing представила разновидность LocalTalk под названием PhoneNet. В нём использовался стандартный неэкранированный параллельный телефонный провод с шестью позиционными модульными разъемами (такими же, как у популярных телефонных разъемов RJ11), подключенных к приемопередатчику PhoneNet, вместо дорогого экранированного кабеля с витой парой. В дополнение к более низкой стоимости, проводные сети PhoneNet были более надежными из-за того, что соединения было сложно случайно отключить. Кроме того, поскольку он использовал «внешнюю» пару модульного разъема, он мог перемещаться по многим существующим телефонным кабелям и гнездам, где только внутренняя пара использовалась для телефонной связи RJ11. PhoneNet также смог использовать существующий в офисе телефонный провод, позволяющий легко объединять в сеть целые этажи компьютеров. Farallon представил 12-портовый концентратор, благодаря которому создание сетей со звездообразной топологией до 48 устройств стало таким же простым, как добавление разъемов на рабочих станциях и некоторых перемычек в телефонном шкафу. Эти факторы привели к тому, что PhoneNet в значительной степени вытеснил проводку LocalTalk в недорогих сетях.
Срок полезного использования PhoneNet был продлен благодаря внедрению технологии коммутации LocalTalk компанией Tribe Computer Works. Представленный в 1990 году Tribe LocalSwitch представлял собой 16-портовый пакетный коммутатор, предназначенный для ускорения работы перегруженных сетей PhoneNet.
Широкое распространение сетей на основе Ethernet в начале 1990-х годов привело к быстрому исчезновению как LocalTalk, так и PhoneNet. Некоторое время они оставались в использовании в недорогих приложениях и приложениях, где Ethernet не был доступен, но, поскольку Ethernet стал универсальным на ПК, большинство офисов все равно устанавливали его. Ранние модели Power Macintosh и Macintosh Quadra поддерживали 10BASE-T через интерфейс навесного оборудования Apple, в то же время поддерживая работу на основе LocalTalk. Для более старых компьютеров Macintosh, которые не имели встроенных опций расширения Ethernet, был доступен высокоскоростной адаптер SCSI-Ethernet, и был особенно популярен в PowerBook. Это позволило всем, кроме самых ранних моделей Macintosh, получить доступ к сети Ethernet.
С выпуском iMac в 1998 году традиционный последовательный порт Mac — и, следовательно, возможность использовать как LocalTalk, так и PhoneNet — исчез из новых моделей Macintosh. Мосты LocalTalk-Ethernet были введены, чтобы позволить устаревшим устройствам (особенно принтерам) функционировать в более новых сетях. Для очень старых компьютеров Macintosh LocalTalk остается единственным вариантом.

## Наследие дизайна
Разъем LocalTalk отличался тем, что он был первым, кто использовал унифицированное семейство AppleTalk Connector Family, созданное Брэдом Бисселом из Frogdesign с использованием конструкций Apple Icon Family Rick Meadows. Впервые разъемы LocalTalk были выпущены в январе 1985 года для подключения Laserwriter. принтер изначально с семейством компьютеров Macintosh как неотъемлемая часть недавно анонсированного Macintosh Office. Однако уже после перехода на Ethernet конструкция разъема продолжала использоваться на всех периферийных и кабельных разъемах Apple, а также влиять на разъемы, используемые в отрасли в целом.